# براد ليتهازر
براد ليتهازر (بالإنجليزية: Brad Leithauser)‏‏ (27 فبراير 1953 في ديترويت - ) شاعر، وروائي، وأستاذ جامعي من الولايات المتحدة.

## الجوائز
- زمالة غوغنهايم
- زمالة ماك آرثر